# メシュガー

バンド ロゴ

メシュガー（Meshuggah）は、スウェーデン出身のエクストリーム・メタルバンド。
デス・メタルからプログレッシブ・メタルまで、様々な音楽性を内包するポスト・スラッシュグループの一つ。結成は1980年代まで遡り、活動は30年にも及ぶ。

## スタイル
初期はスラッシュメタルの影響が強かったが、徐々に複雑な曲展開やスローな曲の割合が増え、現在はプログレッシブ・メタルやポスト・スラッシュなどと呼ばれる。これらの方法論は後のメタルコアやジェントバンドに少なからず影響を与えた。
代表的な特徴を以下に列挙する。
- 7弦ギター(のちに8弦ギター)を用いた重低音リフ。
- アラン・ホールズワースの影響を受けた浮遊感のあるギターソロ。
- ポリリズム、シンコペーションを多用した複雑なリズム。
- 5分間以上にわたりノイズを鳴らし続けたり、47分で一曲のアルバムを発表する、実験的な作風。
- Drumkit From HellというDTM、DAW用ドラム音源の制作に携わっており、自身のアルバム(Catch 33)でも全編ドラムパートを打ち込みでレコーディングしたことがある。

近年のライブステージでは、アンプのキャビネットを使用せず、ステージ上にある固定の機材はドラムセットだけという珍しい構成になっている。
ギター、ベースの信号はワイヤレスシステムからCubaseで制御されたそれぞれのマルチプロセッサーFractal Audio Systems Axe Fxのみを通りPAに直接送られる。
キャビネットを使わず、ドラムが正面、ボーカルは上、ギター、ベースの地鳴りのような包み込む音によって空間性を持たせている。
『Loud Park 08』で初来日公演を果たし、大阪で単独公演も行った。

## メンバー

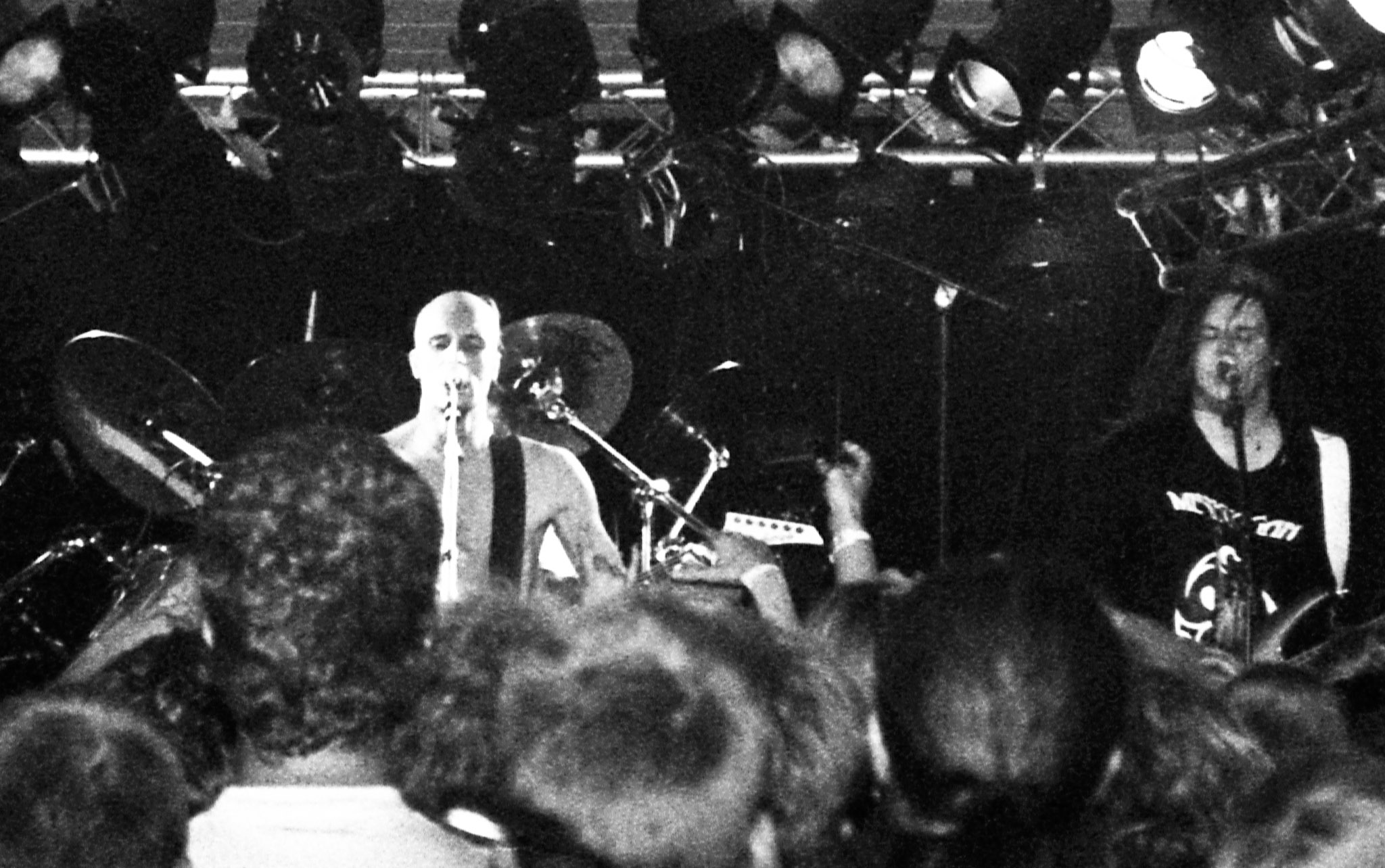
活動初期 (1992年)

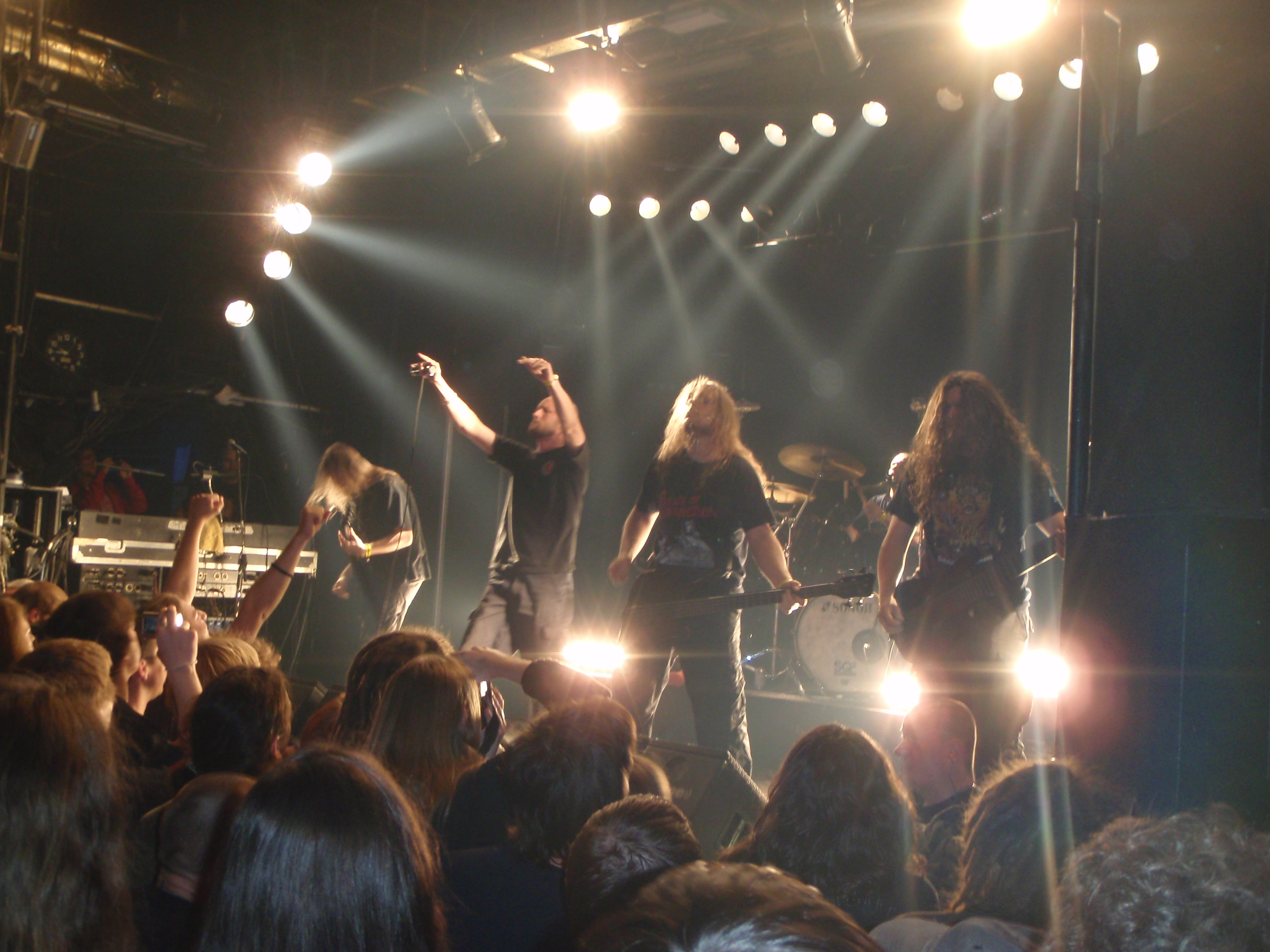
オーストリア・ウィーン公演 (2008年9月)

### 現ラインナップ
- イェンス・キッドマン (Jens Kidman) - ヴォーカル

1966年6月8日生まれ。現在は専任ボーカルだが、1stにおいてはリズムギターも担当していた。
MushroomheadのXIIIに収録されている「The Dream is Over」にてゲストVo参加。
2013年にはファンによってパックマンのオマージュ的ブラウザゲーム「Kidman」が公開された。
- フレドリック・トーデンダル (Fredrik Thordendal) - ギター

1970年2月11日生まれ。主にリードギターを担当し、8弦ギターを使用している。1stでは半数の曲でリードボーカルをとっているバンドの中心人物。
Fredrik Thordendal's Special Defects名義(ソロ名義)で、Sol Niger Withinというアルバムをリリースしている。
2014年にFPSゲーム『ウルフェンシュタイン: ザ ニュー オーダー』にソロミュージシャンとして楽曲「Herr Faust」を提供した。
- マルテン・ハグストローム (Mårten Hagström) - ギター (1994年-)

1971年4月21日生まれ。主にリズムギターを担当し、8弦ギターを使用している。1stから参加はしていたが"None"から正式加入。
- ディック・ロウグレン (Dick Lövgren) - ベース (2004年- )

5弦ベースを使用していて、その殆どがワーウィックである。
2016年からはZON Bassをメインとしている。
- トーマス・ハーケ (Tomas Haake) - ドラムス (1990年- )

1971年6月13日生まれ。

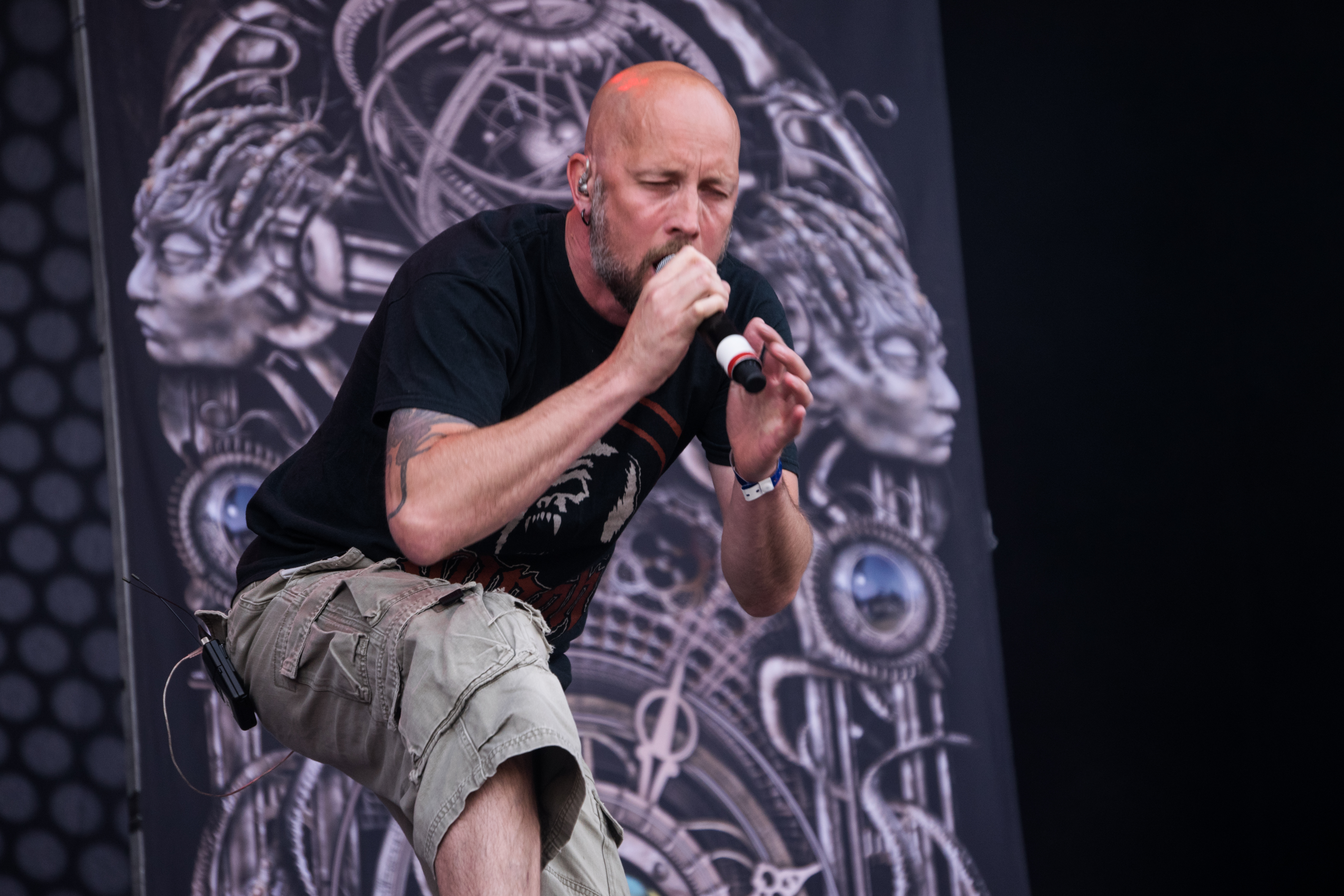
イェンス・キッドマン(Vo) 2015年
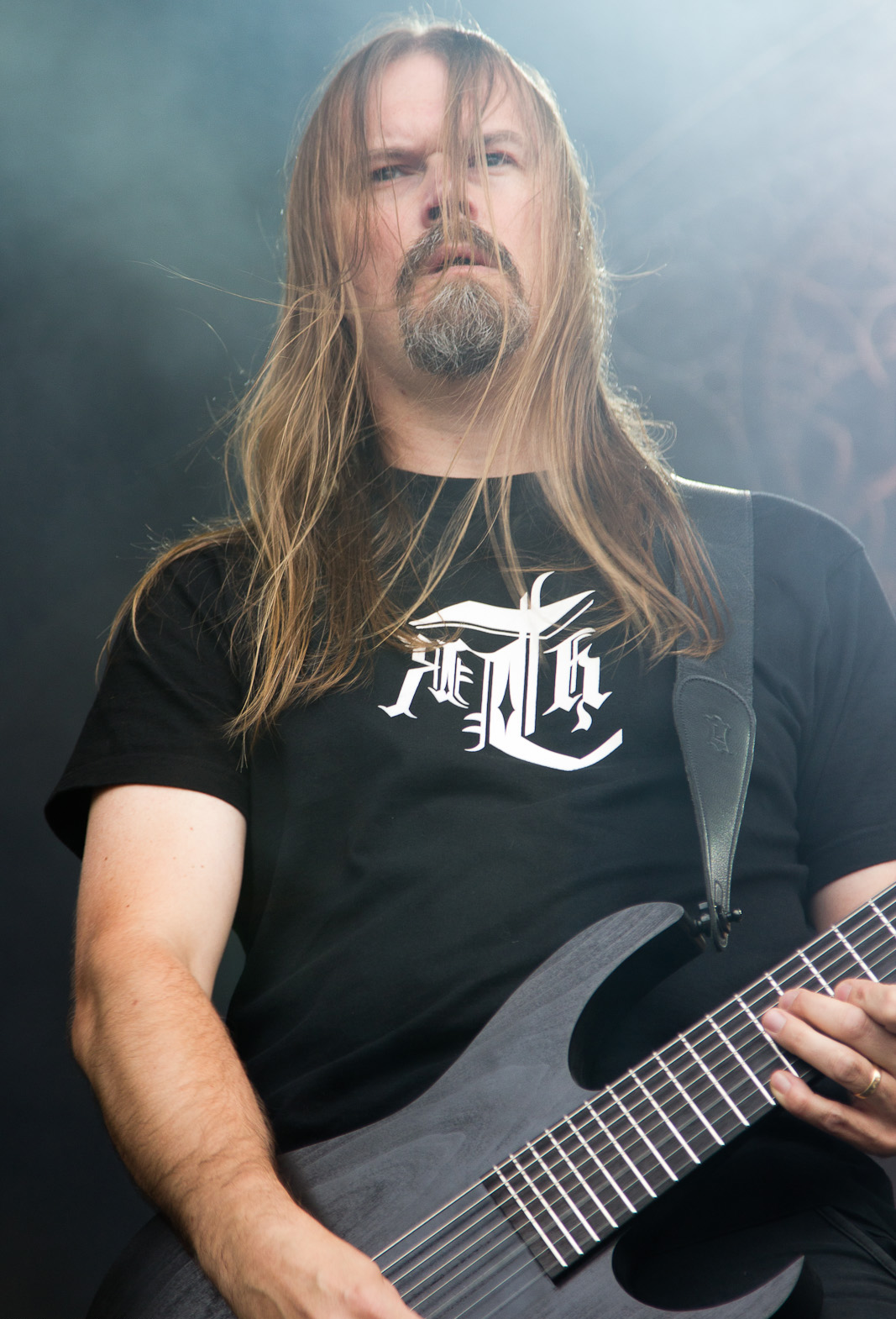
フレドリック・トーデンダル(G) 2012年
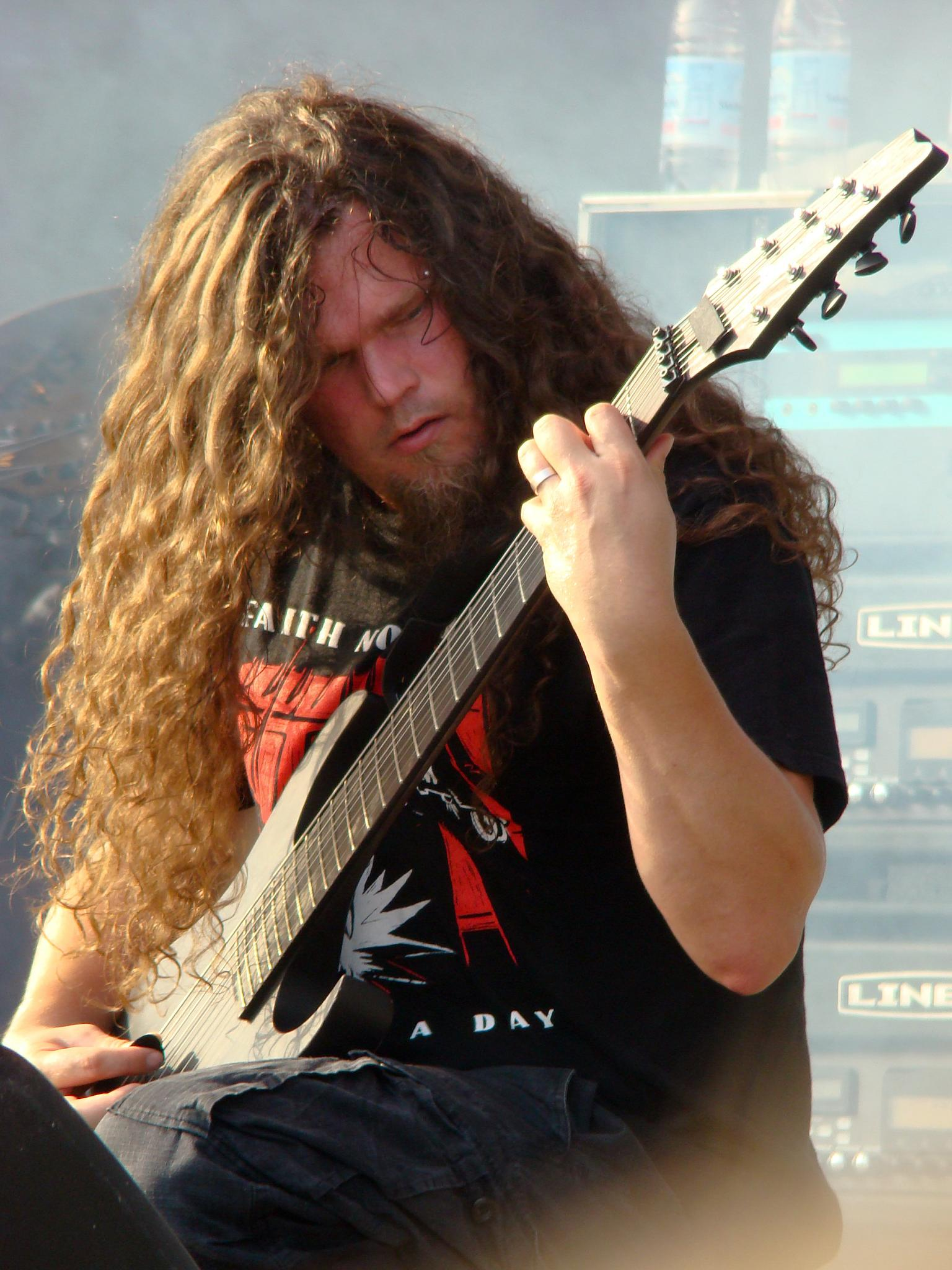
マルテン・ハグストローム(G) 2008年
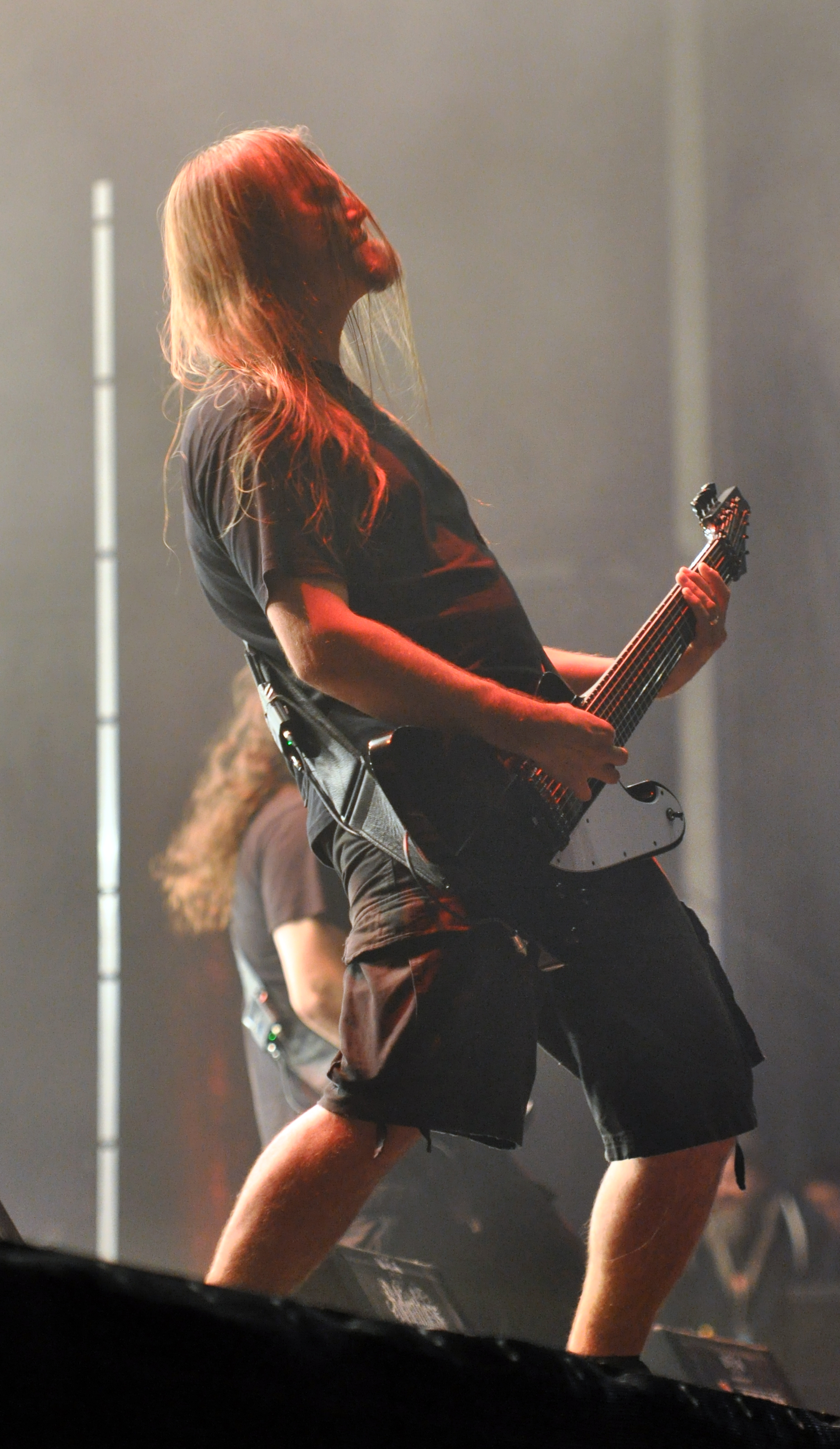
ディック・ロウグレン(B) 2013年
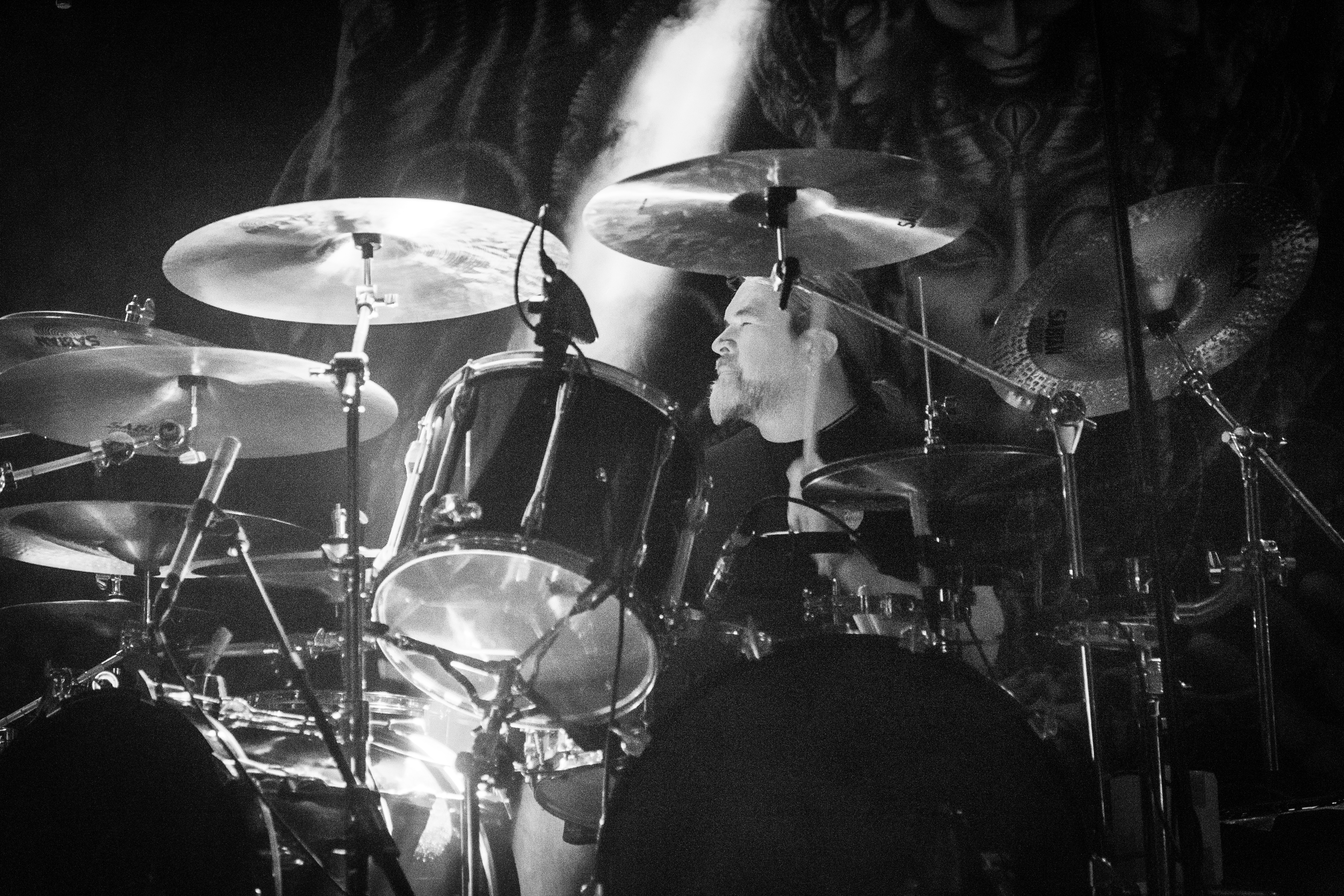
トーマス・ハーケ(Ds) 2016年

### 旧メンバー
- ペーテル・ノルディン (Peter Nordin) - ベース (1987年-1995年)
- グスタフ・イェルム (Gustaf Hielm) - ベース (1995年-2001年)
ダーク・フューネラルのセッションやノン・ヒューマン・レヴェルに参加。
- ニクラス・ランドグレン (Niklas Lundgren) - ドラムス (1987年-1990年)

## ディスコグラフィ

### アルバム
- 1991年 コントラディクションズ・コラプス - Contradictions Collapse
- 1995年 デストロイ・イレイズ・インプルーヴ - Destroy Erase Improve
- 1998年 ケイオスフィアー - Chaosphere
- 2002年 ナッシング - Nothing
- 2005年 キャッチ 33 - Catch 33
- 2006年 ナッシング リ・リリース Nothing Re-release with DVD
2002年発表の同名アルバムをリミックス（一部再録音）し、ライブ映像やPV等を納めたDVDを加えたもの。
- 2008年 オブゼン - ObZen[5]
- 2012年 コロッス - Koloss[6]
- 2016年 ヴァイオレント・スリープ・オヴ・リーズン - The Violent Sleep of Reason[7]
- 2022年 イミュータブル - Immutable[8]

### EP/ミニアルバム
- 1989年 サイキック・テストビルド - Psykisk Testbild (デモ音源)
- 1994年 ノーン - None
- 1995年 セルフケイジド - Selfcaged
- 1997年 トゥルー・ヒューマン・デザイン - True Human Design
- 2004年 アイ - I
- 2014年 アイ スペシャル・エディション
発売から10周年を記念してリマスター盤が発売された。ボーナストラックとして未発表曲「Pitch Black」とライヴ音源などが収録されている[9]

### ライブアルバム
- 2010年 アライブ - Alive (ObZenワールドツアー時のライブ映像と音源)
- 2014年 オフィディアン・トレック - The Ophidian Trek
(1989年に初めてのEP「サイキック・テストビルド」を発売してから) 25周年記念として発売された。2013年に行われたアメリカ・ヨーロッパツアーと、同じく2013年に開催されたヴァッケン・オープン・エアでのライヴ風景と音源を収録したもの[10]

### コンピレーション
- 2001年 レア・トラックス - Rare Trax (デモ"Psykisk Testbild"を全曲収録)

## 備考
- Meshuggahはヘブライ語、イディッシュ語で英語の"crazy"に相当する語である。